# Berna (Amorebieta-Echano)
Berna es un barrio en el este de Amorebieta en la muga de Yurreta y a 90 metros sobre el nivel del mar. Como parte de Amorebieta, también lo fue de la antigua merindad de Zornoza.

## Geografía
Limita al norte con el barrio de Zarazuabecoa, al sureste con Arriandi, al sur con Orozqueta, al suroeste con Bernagoitia y al noroeste con Euba.
Pasa muy cerca del pueblo de Ibaizabal , y al sur tiene las montañas Mugarra (964 m) y Gaintzorrotz (780 m).
Ibaizabal Desde el pueblo muy cerca pasa, y al sur más Mugarra (964 m) y Gaintzorrotz (780 m) las montañas tiene zelatan.

## Cultura

### Danzas
Grupo de baile "Ariñ-Ariñ" nació allí en el año 1969, uniéndose a las festividades de Berna. Actualmente tiene 46 miembros, la mayoría de los cuales son vecinos y de otros municipios, y se dividen en tres grupos según la edad.
Hasta ahora han celebrado cinco espectáculos.

### Fiestas
En torno al primer domingo del agosto se celebran las fiestas principales con romería, danzas y bertsolaris.